# Панфилова, Вера Константиновна
Ве́ра Константи́новна Панфи́лова-Кинчева (род. 1 сентября 1991, Москва, РСФСР, СССР) — российская актриса
 театра и кино, телеведущая, дочь лидера рок-группы «Алиса» Константина Панфилова (Кинчева).

## Биография
Родилась 1 сентября 1991 года в семье рок-музыканта (лидера группы «АлисА») Константина Кинчева и журналистки Александры Панфиловой.
В 2008 году училась в школе-студии МХАТ в мастерской Кирилла Серебренникова.
В 2009 году поступила на режиссёрский факультет РАТИ (ГИТИС), в актерскую группу мастерской Сергея Васильевича Женовача.
После окончания института с 2013 года по 2018 год работала в Театре им. Владимира Маяковского.
Также снялась в нескольких эротических сценах в фильме "Последствия" и остросюжетном сериале "Про Веру"  
С 1 октября 2022 года по 1 февраля 2025 года ведущая программы «ПроУют» на Первом канале.

## Фильмография[3]
- 2011 — Безразличие — стиляга
- 2012 — Жизнь и судьба — Надя Штрум, дочь Штрума
- 2013 — Пётр Лещенко. Всё, что было… — Злата Зобар, первая любовь Петра
- 2014 — Ёлки 1914 — Татьяна, сестра милосердия
- 2014 — Стартап — Вика
- 2015 — Метод — Аня Свиридова
- 2017 — Гуляй, Вася! — Кира
- 2018 — Лучше, чем люди — Жанна
- 2018 — Остаться в живых — Вера Жихарева
- 2019 — Про Веру — Вера Токарева
- 2020 — Драйв (сериал, 2020) — Ника Захарова
- 2021 — Гуляй, Вася! Свидание на Бали — Кира
- 2021 — Случайный кадр — Лариса Шуйко, фотограф
- 2021 — Бывшая
- 2023 — Внутри убийцы — Диана
- 2024 — Прелесть — Юля
- 2024 — Престиж — Таисия, няня и биологическая мама Миши

## Роли в театре[2]

### Московский академический театр имени Владимира Маяковского
- «Мёртвые души» — в эпизодах, массовых сценах, песня
- 2013 — «Мама-кот» Луиса Сепульведа, режиссёр Полина Стружкова — Афортунада
- 2013 — «Август: графство Осейдж» Трейси Леттса, режиссёр Гиртс Эцис (доделывал спектакль Миндаугас Карбаускис) — Джин Фордам
- 2013 — «Кант» Марюса Ивашкявичюса, режиссёр Миндаугас Карбаускис — монахиня Фридерика-Ребекка
- 2014 — «Отцы и сыновья» по роману И. С. Тургенева «Отцы и дети», режиссёр Леонид Хейфец — Катя
- 2015 — «LIEBE. Schiller» Фридриха Шиллера, режиссёр Юрий Бутусов — Старик Моор, Амалия
- 2015 — «Последние» Максима Горького, режиссёр Никита Кобелев — Вера
- 2015 — «На траве двора» Асара Эппеля, режиссёр Светлана Землякова — Валька
- 2016 — «Русский роман» Марюса Ивашкявичюса, режиссёр Миндаугас Карбаускис — Кити

### Театр имени Ленсовета (Санкт-Петербург)
- «LIEBE. Schiller» — Старик Моор, Амалия

## Видеоклипы
Снялась в нескольких клипах группы «Алиса»:
- «Трасса Е-95». Режиссёр — Андрей Лукашевич
- «Мы держим путь в сторону леса». Режиссёр — Максим Масальцев
- «Родина». Режиссёр — Олег Флянгольц
- «Акробаты снов». Режиссёр — Анна Цуканова-Котт

## Музыка
- Песня группы «Алиса» «Родина» из альбома «Сейчас позднее, чем ты думаешь» была записана Константином Кинчевым вместе с Верой. Также она пела свою партию на большинстве концертов при исполнении этой песни.
- Песня группы «Алиса» «Горько» из альбома «Пульс хранителя дверей лабиринта» также была записана при участии Веры.
- В 2013 году совместно с группой Дайте2 исполнила песню «Игры» из альбома «Разряды».
- В 2022 году Вера записала кавер-версию песни «Не рядом» в рамках трибьюта группы Колибри.

## Семья и личная жизнь
- Мать — Александра Алексеевна Панфилова, журналист. Пресс-атташе группы «Алиса»
- Отец — Константин Евгеньевич Панфилов (Кинчев), рок-музыкант. Лидер группы «Алиса»
- Брат — Евгений Панфилов
- Сестра — Мария Панфилова (умерла 06.04.2023 г.)
- Племянник — Лука, сын Марии
- Племянник — Тихон, сын Марии
- Племянница — Ярослава, дочь Евгения
- Дедушка — Алексей Васильевич Локтев, советский и российский актёр театра и кино. Заслуженный артист РСФСР (1972). Лауреат Государственной премии СССР (1972).
- Бабушка — Светлана Михайловна Лощинина-Локтева
- Дедушка — Евгений Алексеевич Панфилов, доктор технических наук, ректор Московского технологического института (ныне — Российский государственный университет туризма и сервиса)
- Бабушка — Людмила Николаевна Панфилова, инженер-механик

По информации из СМИ, с конца 2014 года состояла в отношениях с киноактёром Иваном Янковским. Однако, совместные фотографии с актёром Вера начала выкладывать уже в 2012 году. В 2017 году Иван Янковский предложил Вере Панфиловой выйти за него замуж. В 2020 г. они расстались

## Премии и награды[2]
Театральная премия «Московского Комсомольца» в номинации «Лучшая женская роль. Начинающие», сезон 2015/2016 за роль Кити в спектакле «Русский роман».
Номинация «Лучшая женская роль» Российской национальной театральной премии «Золотая маска», сезон 2015—2016 за роль Вальки в спектакле «На траве двора».